# Agrilus antennalis
Agrilus antennalis es una especie de insecto del género Agrilus, familia Buprestidae, orden Coleoptera.
Fue descrita científicamente por Descarpentries, 1959.